# Каслуорден
Каслуорден (Касльварден; англ. Castlewarden; ирл. Caisleán Bhairnín) — таунленд, монашеская обитель и бывший приход в Ирландии, в графстве Килдэр (провинция Ленстер) между Ардклоу и Киллом у дороги N7.Castlewarden.
Сейчас в здании замка расположено помещение гольф-клуба (Каслуорден Голфклаб) и школы верховой езды.

## История
После англо-нормандского завоевания Англии некоторое время до 1173 года Лейнстер наследовал Ричард Фитц-Гилберт де Клэр «Стронгбоу», 2-й граф Пемброк, благодаря его браку с дочерью Диармета Мак-Мурроу, одного из королей Лейнстера. Название Каслуорден происходит от имени Варинуса из аббатства Святого Фомы (1268 — лат. Castellum Warin). Эти земли аббатству даровал Адам де Херефорд, который получил большие территории от Ричарда Стронгбоу. В 1377 году Джон Лич, племянник Евы де Лич, жены Гуго де Варина, и врач короля Эдуарда III, получил в подарок королевский патент на владение Каслуорденом и другими землями в Килдэре. Джон Лич был сыном эсквайра Джона Лич из Чатсуэрта и Люси де ле Лич. Замок оставался в хорошем состоянии до XVIII века.